# Копай (станція)
Копай (до 1927 року Копай-Город) — проміжна залізнична станція 5-го класу Жмеринської дирекції Південно-Західної залізниці на лінії Жмеринка — Могилів-Подільський між зупинним пунктом (колишньою станцією) Митки (12 км) та станцією Котюжани (13 км). Розташована у селищі Копай Жмеринського району Вінницької області.

## Історія
Станція відкрита 1892 року під час будівництва залізниці Жмеринка — Могилів-Подільський. Первинна назва станції — Копай-Город, сучасна назва — з 1927 року.

## Пасажирське сполучення
На станції зупиняються приміські поїзди Жмеринка — Могилів-Подільський та регіональний поїзд «Подільський експрес» № 757/758 сполученням Київ — Могилів-Подільський.